# 1982 en Saskatchewan
Chronologie de la Saskatchewan
- 1978
- 1979
- 1980
- 1981
- 1982
- 1983
- 1984
- 1985
- 1986

Cette page concerne des événements d'actualité qui se sont produits durant l'année 1982 dans la province canadienne de la Saskatchewan.

## Politique
- Premier ministre : Allan Blakeney puis Grant Devine
- Chef de l'Opposition :
- Lieutenant-gouverneur : Irwin McIntosh
- Législature :

## Événements
- 26 avril : élection générale en Saskatchewan — le gouvernement du Nouveau Parti démocratique est défait par le Parti progressiste-conservateur.
- 8 mai : Grant Devine devient Premier ministre de la Saskatchewan à la suite de la défaite du chef du Parti progressiste-conservateur Allan Blakeney lors de l'Élection saskatchewanaise du 26 avril 1982.

## Naissances

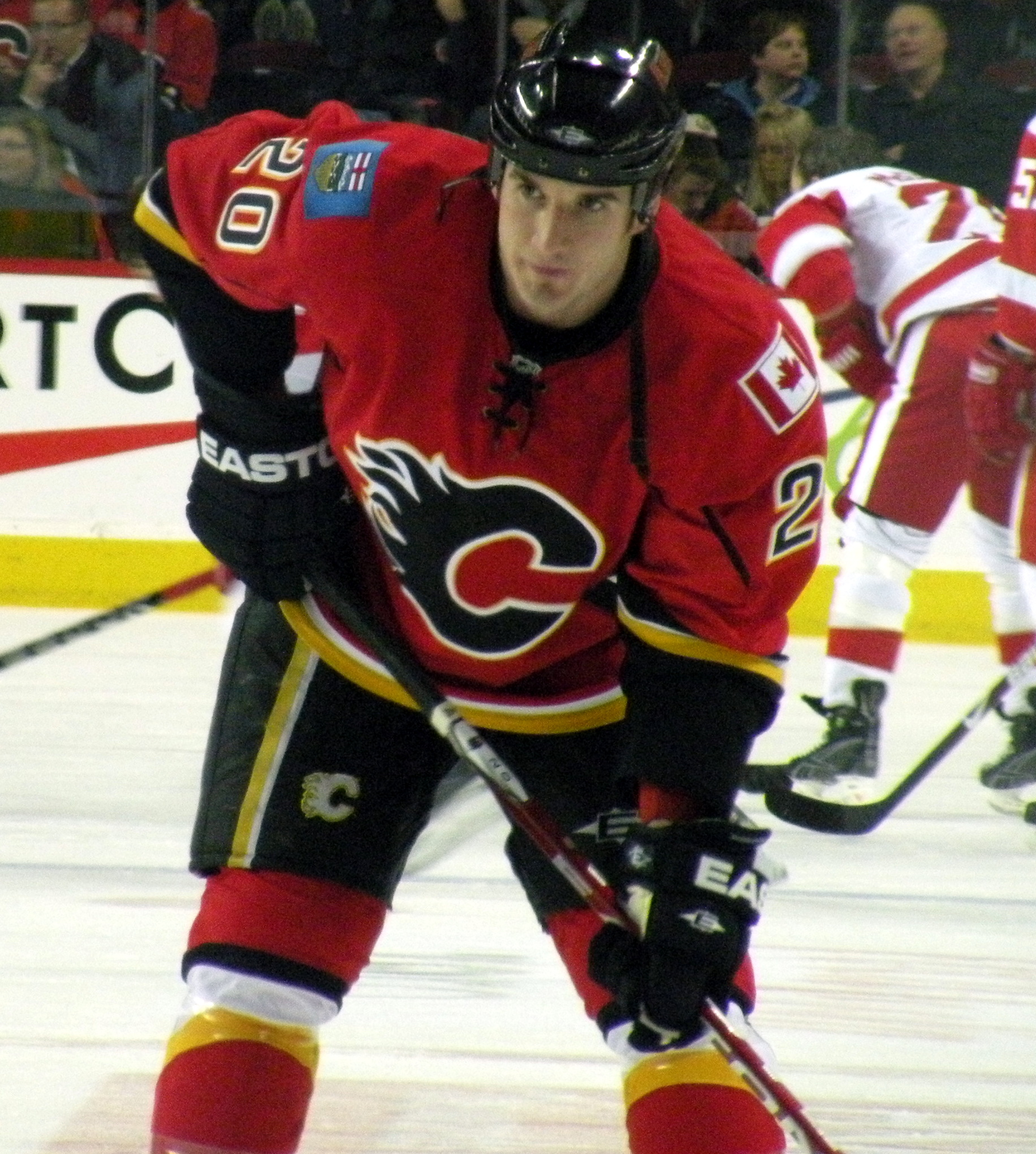
Curtis Glencross

- 28 février : Mike Wirll (né à Regina) est un joueur professionnel de hockey sur glace canadien.
- 18 avril : Scott Hartnell (né à Regina) est un joueur professionnel de hockey sur glace canadien. Il évolue au poste d'ailier gauche.
- 4 juin : Jonathon Gary Frank Mirasty, dit Jon "Nasty" Mirasty, né à Meadow Lake), est un joueur professionnel de hockey sur glace. Il est connu pour être un bagarreur et un agitateur très aimé des fans et haï des joueurs adverses. Il est le cousin éloigné par mariage de Jeremy Yablonski.
- 14 juin : Brendan Bernakevitch (né à Regina) est un joueur professionnel de hockey sur glace canadien.
- 10 juillet : Warren Peters (né à Saskatoon) est un joueur de hockey sur glace canadien[1].
- 25 août : Nick Schultz (né à Strasbourg dans la province de la Saskatchewan) est un joueur de hockey sur glace canadien.
- 17 septembre : Garth Murray (né à Regina) est un joueur professionnel de hockey sur glace canadien[2].
- 24 septembre : Billy Thompson (né à Saskatoon) est un joueur canadien de hockey sur glace évoluant au poste de gardien[3].
- 28 septembre : Jesse Schultz (né à Strasbourg dans la province de la Saskatchewan) est un joueur de hockey sur glace canadien.
- 25 novembre : Michael Garnett (né à Saskatoon) est un joueur professionnel de hockey sur glace évoluant à la position de gardien de but.
- 17 décembre : Nathan Oystrick (né à Regina) est un joueur professionnel de hockey sur glace canadien[4].
- 28 décembre : Curtis Glencross (né à Kindersley) est un joueur professionnel de hockey sur glace évoluant pour l'organisation des Flames de Calgary.